# 2008年ギリシャの暴動
2008年ギリシャの暴動（2008ねんギリシャのぼうどう）は、ギリシャの首都アテネで2008年12月6日に15歳の少年が警察官に射殺され、これに対する抗議行動がギリシャ全土に広まり、一部が暴動となった 出来事。

## 暴動の変移
6日
- 午後9時頃、若者グループに投石された警官が発砲、少年が射殺され暴動が発生。事件を受け何百人もの群衆が暴徒化。投石や火炎瓶を投げつけたり、破壊行為を行う。数時間後、群衆は3つの集団に別れ、暴動は沈静化するが深夜暴動が再発。アテネ中心部まで広がる。北部の中心都市、テッサロニキや他5都市にも暴動が飛び火。警官24人が負傷。6人が逮捕される。

7日
- アテネでは夜通し数百人がデモを行い、商店や車両20台などが放火。他にテッサロニキやパトラスでも暴動が続き銀行などが襲われる。この日、負傷者が30人以上出る。

8日
- アテネで数千人がデモ。暴徒化し、高級ホテルアテネ・プラザなどが襲撃される。ギリシャ北部の都市テッサロニキでは学生300人と若者達が車両と店舗などを破壊。アテネやテッサロニキでは学校が次々と占拠される事態に。アテネでは87人が逮捕される。ギリシャ以外にもベルリンのギリシャ領事館が若者グループに占拠され、ロンドンやキプロスなどもで抗議活動が行われる。

9日
- パトラスで、デモ隊300人が警察署を襲撃。この日、アテネでは射殺された少年の葬儀が行われたが、その際警官隊と衝突。アテネ中心部の商店などがほとんど破壊される。

10日
- この日もアテネでは暴徒と警官隊が衝突。国会議事堂前でカラマンリス政権の退任を求める数千人のデモ隊と数百人の警官隊が衝突する。同日、労働組合がストライキを行い、交通機関などがマヒ。銀行や病院、学校も閉鎖された。テッサロニキでは大学が占拠され、商店80店舗と14の銀行に被害が出た。ギリシャ国内では連日の暴動で商店数百店舗が被害を受け負傷者が70人に達した。一方、少年を射殺した警官2名が身柄送検された。ギリシャ国外ではイスタンブールのギリシャ領事館前で数千人がデモを行い、モスクワとローマのギリシャ大使館に火炎瓶が投げ込まれる事態となった。

11日
- アテネで、大学を占拠していたグループと警官隊が衝突。その後高校生が警察署15ヶ所が襲撃され市民1人が負傷する。テッサロニキでは数百人のデモ隊が警察署を取り囲みイオアニアやパトラスでもデモが行われる。テッサロニキでは100校以上の学校と15の大学で学生が占拠する事態に。国外ではスペインやデンマークでもデモが起き43人が逮捕される。

12日
- アテネでは4000人の抗議デモで暴動がおこり火炎瓶と催涙弾が飛び交う。これまでに暴動で432人が逮捕される。警察は催涙弾を切らせ、イスラエルに発注。

13日
- アテネでは数百人が事件現場付近で暴動をおこし警官隊と衝突、レーザー光線を当てたり火炎瓶を投げつける。他アテネでは駅や銀行が襲われ、南西部パトラスではテレビ局では学生らが番組を占拠し、政治批判を行う。テッサロニキでは数百人がジムを襲う事態に。

14日
- この日もいたるところで破壊行為が行われる。

15日
- 暴動は下火になるが、破壊行為が続く。

16日
- 若者がギリシャ国営放送に侵入、政見放送中に番組をジャックし、政治的メッセージを流す。暴動はこの日までに数千件の店舗被害、300人以上の逮捕者、アテネ市の小売店だけで2000億円の被害額を出す事態になる。

17日
- アクロポリス遺跡で抗議の横断幕が掲げられ、国外にも蜂起を呼びかける。

18日
- この日も連日のように警官隊との衝突、暴動が行われる。アテネ教育省によるとギリシャ国内で100ヶ所弱、暴動首謀者によると600もの学校が占拠されている。同日アテネ国内ではまたもストライキが行われる。

19日
- アテネでは17歳の少年が警官に撃たれ負傷したため抗議デモが行われ、アテネ・フランス学院が襲われ、壁にフランスでの蜂起を呼びかける落書きがなされた。

20日
- 約150人の若者がクリスマスツリーを再び破壊しようと試みたため警官隊と衝突。カメラマン3人が負傷。夜には学生が工科大学周辺にバリケードを築き、警官隊と衝突。他にオフィスなどを襲撃する。テッサロニキではデモ隊が市長にケーキなどを投げつけたり、シネマを占拠する。

21日
- 早朝からアテネ西部で警察車両6台が放火される。そして近くの警察署も襲撃される。一方工科大学周辺では警官隊との衝突が続き市内ではオフィスなどが襲われる。

## 影響
- アテネほか2都市では車両計20台が放火の被害[1]。
- アテネ市では、300を超える商店が暴徒に店を破壊されるなどの被害[2]。

## 反応
- 12月9日、ギリシャの野党・全ギリシャ社会主義運動のパパンドレウ党首は、「政府は国民の信任を失った」とカラマンリス首相に辞任と総選挙の実施を要求[2]。